# Make a Star EP
Make a Star es un EP de la banda cyberpunk Dope Stars Inc. Los remixes fueron producidos por Thomas Rainer mientras que el vocalista Victor Love pordujo las nuevas canciones. Solo fueron creadas 1999 copias.

## Listado de canciones
1. "Make a Star" (Single Edit) – 4:01
2. "Digital Freedom" – 3:30
3. "Fast & Beautiful" – 3:10
4. "Nuclear Decay" – 3:27
5. "Chase the Light" – 3:53
6. "Make a Star" (The Birthday Massacre Remix) – 4:33
7. "Make a Star" (Cover version by L'Âme Immortelle vs. Fr!ek) – 4:37
8. "Make a Star" (Versión extendida) – 4:51
9. "Theta Titanium" (Samsas Traum Remix) – 5:22

## Créditos
- Victor Love - Vocalista, Guitarra, Sintetizadores, Programación y Producción
- Alex Vega - Guitarra
- Darin Yevonde - Bajo
- Grace Khold - Arte, Teclados
- Thomas Rainer - Productor, Vocales en la canción # 7
- Rainbow - Remix en la canción # 6
- Micheal Falcore - Remix en la canción # 6
- Aslan - Remix en la canción # 6
- Luisa Thum - Vocales en la canción # 7
- Alexander Kaschte - Remix en la canción # 9

## Enlaces
- Dope Stars Inc. Site Oficial
- Dope Stars Inc. Myspace Oficial
- Dope Stars Inc. Street Team
- Dope Stars Inc. en Vampire Freaks Archivado el 30 de junio de 2007 en Wayback Machine.

- Datos: Q4355862